# باتريسيا باين
باتريسيا باين (بالإنجليزية: Patricia Payne)‏ هي مغنية نيوزيلندية، ولدت في 8 مارس 1942 في دنيدن في نيوزيلندا.

## وصلات خارجية
- باتريسيا باين على موقع IMDb (الإنجليزية)
- باتريسيا باين على موقع ميوزك برينز (الإنجليزية)
- باتريسيا باين على موقع أول ميوزيك (الإنجليزية)
- باتريسيا باين على موقع ديسكوغز (الإنجليزية)
- باتريسيا باين على موقع قاعدة بيانات الفيلم (الإنجليزية)